# Remiz
Remiz és un gènere d'ocells de la família dels remízids (Remizidae). Com altres teixidors, reben el nom pel tipus de niu que construeixen (molt elaborats, elegants i pendulars).

## Taxonomia
El gènere Remiz va ser introduït el 1819 pel zoòleg polonès Feliks Paweł Jarocki per acollir una sola espècie, el teixidor eurasiàtic. El nom del gènere és la paraula polonesa per aquesta mateixa espècie d'ocell.
Remiza i Remizus són sinònims d'aquest gènere.
Alguns autors taxonòmics agrupen Remiz macronyx amb R. pendulinus en base a una anàlisi molecular detallada (Barani-Beiranvand et al. 2017) suggerís que hi ha molt poca diferència entre elles i que R. pendulinus/macronyx, R. coronatus i R. consobrinus formen tres llinatges evolutius independents.
D'altres encara segueixen les indicacions de Madge (2008) i les consideren espècies separades.
Segons la Classificació del Congrés Ornitològic Internacional (versió 15.1, 2025) aquest gènere està format per 4 espècies:
- Remiz pendulinus - teixidor eurasiàtic.
- Remiz macronyx - teixidor capnegre.
- Remiz coronatus - teixidor coronat.
- Remiz consobrinus - teixidor de la Xina.